# Arcybiskupi Rygi
Biskupi ryscy – biskupi diecezjalni i biskupi pomocniczy diecezji, a od 1921 archidiecezji ryskiej.

## Pierwsze biskupstwo wRydze

### Biskupi wIkšķile(1186–1198)
| L.p. | Imię i nazwisko | Lata      | Informacje dodatkowe |
| ---- | --------------- | --------- | -------------------- |
| 1    | Meinhard        | 1186–1196 | biskup               |
| 2    | Berthold        | 1196–1198 | biskup               |

### Biskupi w Rydze (1199–1253)
| L.p. | Imię i nazwisko      | Lata      | Informacje dodatkowe |
| ---- | -------------------- | --------- | -------------------- |
| 3    | Albert von Buxhövden | 1199–1229 | biskup               |
| 4    | Mikołaj von Nauen    | 1229–1253 | biskup               |
| 5    | Albert Suerbeer      | 1253–1255 | biskup               |

### Arcybiskupi w Rydze (1255–1561)
| L.p. | Imię i nazwisko        | Lata      | Informacje dodatkowe |
| ---- | ---------------------- | --------- | -------------------- |
| 5    | Albert Suerbeer        | 1255–1273 | arcybiskup           |
| 6    | Jan von Lune           | 1273–1284 | biskup               |
| 7    | Jan von Vechten        | 1285–1294 | arcybiskup           |
| 8    | Jan von Schwerin       | 1294–1300 | arcybiskup           |
| 9    | Isarnus Takkon         | 1300–1302 | arcybiskup           |
| 10   | Fryderyk von Pernstein | 1304–1341 | arcybiskup           |
| 11   | Engelbert von Dolen    | 1341–1347 | arcybiskup           |
| 12   | Bromhold von Vyffhusen | 1348–1369 | arcybiskup           |
| 13   | Zygfryd Blomberg       | 1370–1374 | arcybiskup           |
| 14   | Jan von Sinten         | 1374–1393 | arcybiskup           |
| 15   | Jan von Wallenrodt     | 1393–1418 | arcybiskup           |
| 16   | Jan Ambundi            | 1418–1424 | arcybiskup           |
| 17   | Henning Scharpenberg   | 1424–1448 | arcybiskup           |
| 18   | Sylwester Stodewescher | 1448–1479 | arcybiskup           |
| *    | wakat                  | 1479–1484 |                      |
| 19   | Michał Hildebrand      | 1484–1509 | arcybiskup           |
| 20   | Jasper Linde           | 1509–1524 | arcybiskup           |
| 21   | Johann Blankenfelde    | 1524–1527 | arcybiskup           |
| 22   | Thomas Schöning        | 1528–1539 | arcybiskup           |
| 23   | Wilhelm Hohenzollern   | 1539–1563 | arcybiskup           |

## Drugie biskupstwo w Rydze

### Biskupi diecezjalni
| Lata urzędowania | Biskup | Biskup               | Uwagi                                                            |
| ---------------- | ------ | -------------------- | ---------------------------------------------------------------- |
| 1918–1920        |        | Edward O’Rourke      | następnie administrator apostolski Wolnego Miasta Gdańska        |
| 1920–1958        |        | Antonijs Springovičs | od 1923 arcybiskup, od 1937 arcybiskup metropolita, prymas Łotwy |
|                  |        | Pēteris Strods       | administrator apostolski                                         |
| 1960–1964 wakat  |        |                      |                                                                  |
|                  |        | Julijans Vaivods     | administrator apostolski, od 1983 kardynał                       |
|                  |        | Jānis Cakuls         | administrator apostolski                                         |
| 1991–2010        |        | Jānis Pujats         | arcybiskup metropolita, prymas Łotwy, kardynał                   |
| od 2010          |        | Zbigņevs Stankevičs  | arcybiskup metropolita, prymas Łotwy                             |

### Biskupi pomocniczy
| Lata urzędowania | Biskup | Biskup              | Uwagi                                                                               |
| ---------------- | ------ | ------------------- | ----------------------------------------------------------------------------------- |
| 1923–1946        |        | Jāzeps Rancāns      | następnie od 1947 pełniący obowiązki prezydenta Republiki Łotewskiej na uchodźstwie |
| 1946–1991        |        | Kazimirs Duļbinskis |                                                                                     |
| 1946–1960        |        | Pēteris Strods      |                                                                                     |
| 1972–1986        |        | Valerijans Zondaks  |                                                                                     |
| 1987–1993        |        | Vilhelms Ņukšs      |                                                                                     |
| 1991–1993        |        | Jānis Cakuls        |                                                                                     |
| od 2019          |        | Andris Kravalis     |                                                                                     |